# European Rugby Champions Cup 2020-21
La temporada 2020-21 de la Copa de Campeones Europeos de Rugby fue la 26.ª edición de la máxima competición continental del rugby europeo y la 7.ª con el nuevo nombre y formato.
El torneo comenzó 11 de diciembre de 2020 y finalizó el 22 de mayo de 2021 en Twickenham.
El día 11 de enero de 2021, todos los partidos fueron suspendidos temporalmente debido a las restricciones impuestas relacionadas con la pandemia de COVID-19.

## Equipos
Debido a que la pandemia de coronavirus retrasó el final del torneo anterior, veinticuatro clubes de las tres principales ligas europeas competirán en la Copa de Campeones de forma excepcional. La distribución de los equipos responde al siguiente patrón:
- Inglaterra: 8 equipos
  - Equipos clasificados entre la primera y la octava posición en la temporada 2019-20 de la Premiership Rugby. (8 equipos)
- Francia: 8 equipos
  - Equipos clasificados entre la primera y la octava posición en la temporada 2019-20 del Top 14 francés. (8 equipos)
- Irlanda, Italia, Escocia y Gales: 8 equipos
  - Los equipos que logren ubicarse en los cuatro primeros lugares de cada grupo del Pro14. (8 equipos)

| Premiership                                                                                                 | Top 14                                                                                               | Pro14                                    | Pro14                          | Pro14                | Pro14 |
| Inglaterra (8)                                                                                              | Francia (8)                                                                                          | Irlanda (4)                              | Escocia (2)                    | Gales (2)            |       |
| - Bath - Bristol Bears - Exeter Chiefs - Gloucester - Harlequins - Northampton Saints - Sale Sharks - Wasps | - Bordeaux Bègles - Lyon - Racing - Toulon - La Rochelle - Clermont - Stade Toulousain - Montpellier | - Connacht - Leinster - Munster - Ulster | - Glasgow Warriors - Edinburgh | - Scarlets - Dragons |       |

## Modo de disputa
El número de equipos participantes es de 24, divididos en 2 grupos con 12 equipos por grupo. En donde cada equipo disputará cuatro encuentros, frente a dos rivales diferentes en condición de local y de visitantes, luego se confeccionará una tabla general en donde se definirán los clasificados a las fases finales de los torneos europeos.
La particularidad del torneo será que un equipo no podrá enfrentar a un rival de su misma liga, por lo tanto un equipo de la Premiership solo podrá enfrentar a un equipo del Top 14 y otro del Pro14.
Los cuatro primeros equipos de cada grupo clasificaran a los cuartos de final, mientras que los cuatro siguientes serán transferidos a la 
Copa Desafío Europeo de Rugby 2020-21 en donde disputarán los octavos de final.

### Sistema de puntuación
Los cuatro participantes se agrupan en una tabla general teniendo en cuenta los resultados de los partidos mediante un sistema de puntuación, la cual se reparte:
- 4 puntos por victoria.
- 2 puntos por empate.
- 0 puntos por derrota.

También se otorga punto bonus, ofensivo y defensivo:
- El punto bonus ofensivo se obtiene al marcar cuatro (4) o más tries.
- El punto bonus defensivo se obtiene al perder por una diferencia de hasta siete (7) puntos.

## Fase de grupos

### Grupo A
Actualizado a últimos partidos disputados el 19 de diciembre de 2020 (2.ª Jornada).
| Pos. | Equipo             | Encuentros | Encuentros | Encuentros | Encuentros | Tantos | Tantos | Tantos | PB | PB | Puntos |
| Pos. | Equipo             | PJ         | PG         | PE         | PP         | F      | C      | Dif    | BO | BD | Puntos |
| ---- | ------------------ | ---------- | ---------- | ---------- | ---------- | ------ | ------ | ------ | -- | -- | ------ |
| 1.º  | Leinster           | 2          | 2          | 0          | 0          | 70     | 33     | +37    | 2  | 0  | 10     |
| 2.º  | Wasps              | 2          | 2          | 0          | 0          | 57     | 22     | +35    | 2  | 0  | 10     |
| 3.º  | Bordeaux Bègles    | 2          | 2          | 0          | 0          | 63     | 20     | +43    | 1  | 0  | 9      |
| 4.º  | La Rochelle        | 2          | 2          | 0          | 0          | 41     | 8      | +33    | 1  | 0  | 9      |
| 5.º  | Scarlets           | 2          | 2          | 0          | 0          | 51     | 19     | +32    | 1  | 0  | 9      |
| 6.º  | Edinburgh          | 2          | 1          | 0          | 1          | 24     | 28     | -4     | 1  | 0  | 5      |
| 7.º  | Toulon             | 2          | 1          | 0          | 1          | 26     | 42     | -16    | 0  | 0  | 4      |
| 8.º  | Sale Sharks        | 2          | 0          | 0          | 2          | 29     | 42     | -13    | 0  | 1  | 1      |
| 9.º  | Northampton Saints | 2          | 0          | 0          | 2          | 31     | 51     | -20    | 0  | 1  | 1      |
| 10.º | Bath               | 2          | 0          | 0          | 2          | 19     | 51     | -32    | 0  | 1  | 1      |
| 11.º | Montpellier        | 2          | 0          | 0          | 2          | 28     | 68     | -40    | 0  | 0  | 0      |
| 12.º | Dragons            | 2          | 0          | 0          | 2          | 16     | 71     | -55    | 0  | 0  | 0      |

Nota: Se otorgan 4 puntos al equipo que gane un partido, 2 al que empate y 0 al que pierda
Puntos Bonus: 1 punto por convertir 4 tries o más en un partido y 1 al equipo que pierda por no más de 7 tantos de diferencia
|  | Clasificados a los octavos de final.                     |
|  | Clasificados a los octavos de final de la Challenge Cup. |

#### Primera Fecha
| 11 de diciembre de 2020 | Northampton Saints | 12 - 16 | Bordeaux Bègles |  |  |

| 12 de diciembre de 2020 | Toulon | 26 - 14 | Sale Sharks |  |  |

| 12 de diciembre de 2020 | Bath | 19 - 23 | Scarlets |  |  |

| 12 de diciembre de 2020 | Dragons | 8 - 24 | Wasps |  |  |

| 12 de diciembre de 2020 | Montpellier | 14 - 35 | Leinster |  |  |

| 12 de diciembre de 2020 | Edinburgh | 8 - 13 | La Rochelle |  |  |

#### Segunda Fecha
| 18 de diciembre de 2020 | Scarlets | 28 - 0 | Toulon |  |  |
| El partido fue cancelado debido a un brote de COVID-19 en Scarlets, por lo que Toulon por prevención decidió no presentarse, se otorgó el triunfo a Scarlets por un marcador de 28 a 0 con punto bonus. |          |        |        |  |  |

| 18 de diciembre de 2020 | Wasps | 33 - 14 | Montpellier |  |  |

| 19 de diciembre de 2020 | Leinster | 35 - 19 | Northampton Saints |  |  |

| 19 de diciembre de 2020 | La Rochelle | 28 - 0 | Bath |  |  |
| El partido fue cancelado debido a un brote de COVID-19 en Bath, se otorgó el triunfo a La Rochelle por un marcador de 28 a 0 con punto bonus. |             |        |      |  |  |

| 19 de diciembre de 2020 | Sale Sharks | 15 - 16 | Edinburgh |  |  |

| 19 de diciembre de 2020 | Bordeaux Bègles | 47 - 8 | Dragons |  |  |

#### Tercera Fecha
- Los partidos fueron cancelados a consecuencia de la pandemia de COVID-19, manteniéndose los resultados de la primera y segunda fecha para confeccionar los cruces en las etapas eliminatorias.

| 15 de enero de 2021 | Northampton Saints | Cancelado | Leinster |  |  |

| 15 de enero de 2021 | Toulon | Cancelado | Scarlets |  |  |

| 16 de enero de 2021 | Edinburgh | Cancelado | Sale Sharks |  |  |

| 16 de enero de 2021 | Montpellier | Cancelado | Wasps |  |  |

| 17 de enero de 2021 | Bath | Cancelado | La Rochelle |  |  |

| 17 de enero de 2021 | Dragons | Cancelado | Bordeaux Bègles |  |  |

#### Cuarta Fecha
- Los partidos fueron cancelados a consecuencia de la pandemia de COVID-19, manteniéndose los resultados de la primera y segunda fecha para confeccionar los cruces en las etapas eliminatorias.

| 22 de enero de 2021 | Leinster | Cancelado | Montpellier |  |  |

| 22 de enero de 2021 | Sale Sharks | Cancelado | Toulon |  |  |

| 23 de enero de 2021 | Bordeaux Bègles | Cancelado | Northampton Saints |  |  |

| 23 de enero de 2021 | Scarlets | Cancelado | Bath |  |  |

| 23 de enero de 2021 | La Rochelle | Cancelado | Edinburgh |  |  |

| 23 de enero de 2021 | Wasps | Cancelado | Dragons |  |  |

### Grupo B
Actualizado a últimos partidos disputados el 20 de diciembre de 2020 (2.ª Jornada).
| Pos. | Equipo           | Encuentros | Encuentros | Encuentros | Encuentros | Tantos | Tantos | Tantos | PB | PB | Puntos |
| Pos. | Equipo           | PJ         | PG         | PE         | PP         | F      | C      | Dif    | BO | BD | Puntos |
| ---- | ---------------- | ---------- | ---------- | ---------- | ---------- | ------ | ------ | ------ | -- | -- | ------ |
| 1.º  | Lyon             | 2          | 2          | 0          | 0          | 83     | 10     | +73    | 1  | 0  | 10     |
| 2.º  | Racing 92        | 2          | 2          | 0          | 0          | 75     | 29     | +46    | 2  | 0  | 10     |
| 3.º  | Toulouse         | 2          | 2          | 0          | 0          | 57     | 22     | +35    | 2  | 0  | 10     |
| 4.º  | Munster          | 2          | 2          | 0          | 0          | 60     | 38     | +22    | 0  | 0  | 8      |
| 5.º  | Clermont         | 2          | 1          | 0          | 1          | 82     | 77     | +5     | 2  | 0  | 6      |
| 6.º  | Bristol Bears    | 2          | 1          | 0          | 1          | 65     | 69     | –4     | 2  | 0  | 6      |
| 7.º  | Exeter Chiefs    | 2          | 1          | 0          | 1          | 42     | 28     | +14    | 1  | 0  | 5      |
| 8.º  | Gloucester       | 2          | 1          | 0          | 1          | 48     | 89     | –41    | 1  | 0  | 5      |
| 9.º  | Ulster           | 2          | 0          | 0          | 2          | 56     | 67     | –11    | 1  | 2  | 3      |
| 10.º | Connacht         | 2          | 0          | 0          | 2          | 49     | 48     | +1     | 0  | 1  | 1      |
| 11.º | Harlequins       | 2          | 0          | 0          | 2          | 14     | 70     | –56    | 0  | 0  | 0      |
| 12.º | Glasgow Warriors | 2          | 0          | 0          | 2          | 0      | 70     | –70    | 0  | 0  | 0      |

Nota: Se otorgan 4 puntos al equipo que gane un partido, 2 al que empate y 0 al que pierda
Puntos Bonus: 1 punto por convertir 4 tries o más en un partido y 1 al equipo que pierda por no más de 7 tantos de diferencia
|  | Clasificados a los cuartos de final.                     |
|  | Clasificados a los octavos de final de la Challenge Cup. |

#### Primera Fecha
| 11 de diciembre de 2020 | Ulster | 22 - 29 | Toulouse |  |  |

| 12 de diciembre de 2020 | Bristol Bears | 38 - 51 | Clermont |  |  |

| 13 de diciembre de 2020 | Lyon | 55 - 10 | Gloucester |  |  |

| 13 de diciembre de 2020 | Racing 92 | 26 - 22 | Connacht |  |  |

| 13 de diciembre de 2020 | Exeter Chiefs | 42 - 0 | Glasgow Warriors |  |  |

| 13 de diciembre de 2020 | Munster | 21 - 7 | Harlequins |  |  |

#### Segunda Fecha
| 19 de diciembre de 2020 | Glasgow Warriors | 0 - 28 | Lyon |  |  |
| El partido fue cancelado debido a un brote de COVID-19 en Glasgow, se otorgó el triunfo a Lyon por un marcador de 28 a 0 con punto bonus. |                  |        |      |  |  |

| 19 de diciembre de 2020 | Gloucester | 38 - 34 | Ulster |  |  |

| 19 de diciembre de 2020 | Clermont | 31 - 39 | Munster |  |  |

| 20 de diciembre de 2020 | Harlequins | 7 - 49 | Racing 92 |  |  |

| 20 de diciembre de 2020 | Toulouse | 28 - 0 | Exeter Chiefs |  |  |
| El partido fue cancelado debido a un brote de COVID-19 en Exeter, se otorgó el triunfo a Toulouse por un marcador de 28 a 0 con punto bonus. |          |        |               |  |  |

| 20 de diciembre de 2020 | Connacht | 18 - 27 | Bristol Bears |  |  |

#### Tercera Fecha
- Los partidos fueron cancelados a consecuencia de la pandemia de COVID-19, manteniéndose los resultados de la primera y segunda fecha para confeccionar los cruces en las etapas eliminatorias.

| 16 de enero de 2021 | Lyon | Cancelado | Glasgow Warriors |  |  |

| 16 de enero de 2021 | Ulster | Cancelado | Gloucester |  |  |

| 16 de enero de 2021 | Exeter Chiefs | Cancelado | Toulouse |  |  |

| 16 de enero de 2021 | Munster | Cancelado | Clermont |  |  |

| 17 de enero de 2021 | Racing 92 | Cancelado | Harlequins |  |  |

| 17 de enero de 2021 | Bristol Bears | Cancelado | Connacht |  |  |

#### Cuarta Fecha
- Los partidos fueron cancelados a consecuencia de la pandemia de COVID-19, manteniéndose los resultados de la primera y segunda fecha para confeccionar los cruces en las etapas eliminatorias.

| 23 de enero de 2021 | Clermont | Cancelado | Bristol Bears |  |  |

| 23 de enero de 2021 | Harlequins | Cancelado | Munster |  |  |

| 23 de enero de 2021 | Connacht | Cancelado | Racing 92 |  |  |

| 24 de enero de 2021 | Gloucester | Cancelado | Lyon |  |  |

| 24 de enero de 2021 | Toulouse | Cancelado | Ulster |  |  |

| 24 de enero de 2021 | Glasgow Warriors | Cancelado | Exeter Chiefs |  |  |

## Fase Final

### Octavos de final
| 2 de abril de 2021 | Leinster | Cancelado | Toulon | RDS Arena, Dublín |  |
| El partido fue cancelado debido a casos de COVID-19 en Toulon, se otorgó la victoria a Leinster y por consiguiente el pase a cuartos de final. |          |           |        |                   |  |

| 2 de abril de 2021 | Gloucester | 16 - 27 | La Rochelle | Estadio Kingsholm, Gloucester |  |

| 3 de abril de 2021 | Wasps | 25 - 27 | Clermont | Ricoh Arena, Coventry |  |

| 3 de abril de 2021 | Munster | 33 - 40 | Toulouse | Thomond Park, Limerick |  |

| 3 de abril de 2021 | Exeter Chiefs | 47 - 25 | Lyon | Sandy Park, Exeter |  |

| 4 de abril de 2021 | Racing 92 | 56 - 3 | Edimburgh | Paris La Défense Arena, París |  |

| 4 de abril de 2021 | Bordeaux Bègles | 36 - 17 | Bristol Bears | Stade Jacques Chaban-Delmas, Burdeos |  |

| 4 de abril de 2021 | Scarlets | 14 - 57 | Sale Sharks | Parc y Scarlets, Llanelli |  |

### Cuartos de final
| 10 de abril de 2021 | La Rochelle | 45 - 21 | Sale Sharks | Stade Marcel-Deflandre, La Rochelle |  |

| 10 de abril de 2021 | Exeter Chiefs | 22 - 34 | Leinster | Sandy Park, Exeter |  |

| 11 de abril de 2021 | Clermont | 12 - 21 | Toulouse | Parc des Sports Marcel Michelin, Clermont-Ferrand |  |

| 11 de abril de 2021 | Bordeaux Bègles | 24 - 21 | Racing 92 | Stade Jacques Chaban-Delmas, Burdeos |  |

### Semifinal
| 1 de mayo de 2021 | Toulouse | 21 - 9 | Bordeaux Bègles | Estadio Ernest-Wallon, Toulouse |  |

| 2 de mayo de 2021 | La Rochelle | 32 - 23 | Leinster | Stade Marcel-Deflandre, La Rochelle |  |

### Final
| 22 de mayo de 2021 | Toulouse | 22 - 17 | La Rochelle | Twickenham Stadium, Londres |  |

| Bandera de Francia |
| Campeón Toulouse   |
| Quinto título      |